# کینگستون، هرفوردشر
کینگستون (به انگلیسی: Kingstone) یک روستا و محله مدنی در بریتانیا است که در هرفوردشر واقع شده‌است. کینگستون ۱٬۳۷۳ نفر جمعیت دارد.